# Bellot (månekrater)
Bellot er et lille nedslagskrater på Månen. Det befinder sig på Månens forside i den sydvestlige udkant af Mare Fecunditatis, og det er opkaldt efter den franske opdagelsesrejsende Joseph R. Bellot (1826 – 1853).
Navnet blev officielt tildelt af den Internationale Astronomiske Union (IAU) i 1935. 
Observation af krateret rapporteredes første gang i 1865 af William Radcliffe Birt. 

## Omgivelser
Krateret ligger mellem Gocleniuskrateret mod nordvest og Crozierkrateret mod sydøst. Imod sydvest ligger Colombokrateret, og vest for Magelhaenskrateret. 

## Karakteristika
Dette krater er cirkulært og skålformet med en lille indre kraterbund, hvis indre vægge skråner forholdsvis jævnt ned mod bunden. De indre vægge har højere albedo end det nærliggende månehav.

## Satellitkratere
De kratere, som kaldes satellitter, er små kratere beliggende i eller nær hovedkrateret. Deres dannelse er sædvanligvis sket uafhængigt af dette, men de får samme navn som hovedkrateret med tilføjelse af et stort bogstav. På kort over Månen er det en konvention at identificere dem ved at placere dette bogstav på den side af satellitkraterets midte, som ligger nærmest hovedkrateret. Bellotkrateret har følgende satellitkratere:
| Bellot | Længde  | Bredde  | Diameter |
| ------ | ------- | ------- | -------- |
| A      | 13,4° S | 47,7° Ø | 8 km     |
| B      | 13,5° S | 47,8° Ø | 7 km     |

## Måneatlas
- Billeder af Bellotkrateret i LPI-måneatlasset